# 我的朋友很少
《我的朋友很少》（日語：僕は友達が少ない）是日本輕小說作家平坂讀所撰寫的輕小說，簡稱《友少》（日語：はがない），插畫由馬口鐵（日語：ブリキ）負責，Media Factory之MF文庫J於2009年8月出版發行，並改編成電視動畫及真人版電影。

## 故事簡介
在學校總是獨來獨往的羽瀨川小鷹，在一次偶然的情況下，目擊到總是擺出一副臭臉的美少女三日月夜空一個人很開心地和空氣朋友小友自言自語。
小鷹和夜空聊了一下該怎麼交朋友，沒想到夜空竟然憑著莫名其妙的行動力成立一個以交朋友為目的的問題社團「鄰人社」；而且也不知道是哪裡搞錯，問題美少女們還接二連三地申請入社！大家卯起來打美少女遊戲，一起去游泳、一起演戲……

## 登場人物

### 鄰人社
羽瀨川小鷹（聲：木村良平、芹亞希子（幼年），演：瀨戶康史、大塚一慧（幼年））
本作男主角，聖克羅尼卡學園高中部二年五班。生日是7月30日，血型是AB型。
混血兒，父親是當考古學家的日本人，母親是英國人，雙重國籍，因此頭髮顏色偏黃土色，除此之外看起來都和一般日本人沒差別。
由於眼神兇狠，加上看起來像是染髮失敗的頭髮，常被誤認為是不良少年。笑起來時最恐怖，在電話中的聲音也十分可怕。對自己沒有好朋友感到困擾。認為自己連一個朋友也交不到，根本不可能交上女朋友，儘管也不算是不想要。
儘管由於他那天生的黃土色頭髮並沒有為他帶來美好回憶，以前他也認真考慮過染髮的事情而進行過一些研究，他認為那天生的頭髮就是他和母親的唯一連繫，因此就算會惹得周遭多麼的反感他也不會染髮，並且不會作出任何妥協。
由于母親在小鳩出生後不久就去世了，隨著父親調職而在十年內到處搬家和轉學，在父親轉調國外時決定和妹妹小鳩留在日本並搬回遠夜市，因而需要照顧與他獨自在家的妹妹。在鄰人社之中是唯一有常識的人，基本上都是由他作吐槽。完全沒有說笑話的才能，只有瑪麗亞會笑，其他人強制進入冰凍狀態，但自己從不承認。
受到外表影響，加上因為轉校後的第一天在乘錯公共汽車而嚴重遲到，在可以介紹自己的首天犯下完全失敗，以致過了一個月都無法融入班級。其後故事中更經常被傳出不良的傳言，而風評亦因不良傳言增加而一步步變差。
曾研究過多種（完全無效的）可以與人友好相處的方法。擅長料理和照顧別人。小時常受到欺負，因而學會如何在打架時保護自己。從表面上可說是多才多藝。對烹調器具（尤其是T-fal牌的）有著狂熱喜好。
最喜歡吃章魚燒。以前住大阪，他和周圍的人合不來變得很沮喪的時侯，他爸爸買給他的名店的章魚燒幾乎成為了自己的心靈支柱。他認為美味的章魚燒能夠拯救人的心靈；相反，無法忍受一臉無所謂的樣子賣難吃的章魚燒的傢伙。
使用的行動電話是turnAU M61b金色翻蓋式薄型機，並具有红外线作数据交换功能，並從幸村與理科學會使用紅外線的方法。
事實上是夜空分別十年的朋友，小鷹稱其為“空”，並一直以為空是男性。幼年將要搬家時曾將空約出來，卻因為夜空穿裙子害羞而不敢出現，小鷹以為他沒去，導致未能告別。
在小說第四卷中，在理科改變造型後被問到什樣的感覺後自己說出了自己比較喜歡的女性類型，之後理科的面當然變得超紅，然後被夜空狠狠地踩了一腳、被星奈冷冷地瞪和幸村表現出快哭的樣子。
當小說第六卷夜空公開她和小鷹過去就是“前朋友”的關係以後，曾對自己一直隱瞞著這件事懷抱著相當大的罪惡感。不過在向星奈詢問該事以後，卻沒有對她認為這一事是“無所謂”的東西產生任何憤怒和不愉快的感覺。
在小說第六卷中經過戰國武將占卜的結果中得知小鷹是織田信長，本人對於自己是織田信長時感到十分無奈，而幸村則十分高興。
在小說第七卷更透露，小鷹是星奈的未婚夫。早在小時候曾與星奈見過面，還訂過婚約（雙方父親擅自決定）。雖然小鷹從星奈得知，兩人現在不予承認而且覺得無所謂，並與星奈協定兩人從小就認識而且訂過婚約一事要跟鄰人社的其他人保密，但由於柏崎天馬到處宣傳而導致全校修女、教師和部分學生都知道，這個祕密在不久以後被瑪麗亞向鄰人社曝光。
小說第七卷裡，理科以與星奈的婚約為契機向小鷹不斷追擊，並鼓勵小鷹能夠向前進（戀情）。
第八卷裡，星奈因為玩攻略遊戲太起勁而不自覺的向小鷹告白以後，不敢回部室。
按照理科所言，就是“不會認真，越是靠近就越是後退”、“明明寂寞到不行，卻害怕他人給予的率真好意，裝作沒感覺到，裝作沒聽到，逃走，掩飾，蒙混，拒絕，自欺欺人地說，沒有人會喜歡自己。”因此口頭禪是“咦，什麼？”
根據遊佐葵的說詞，小鷹之所以在戀情上不向前進的原因是“社團裡唯一的男生要是跟誰交往的話，社團教室的氣氛一定很枯燥乏味”，為了守護鄰人社而不與任何異性有更進一步的關係。於第八卷後半段，與理科於頂樓發生爭辯並且決鬥，事後與理科成為了朋友，並且決定面對自己以往所逃避的一切。
第九卷時跑去向星奈坦白，表明自己也喜歡星奈但更重視社團的人際關係，希望兩人能把交往的事情暫緩。獲得了星奈勉強同意。小說中後段與學生會成員、鄰人社一起勘查學校活動地點，得知了學生會長日高日向與夜空是姊妹關係，試圖幫兩人重修舊好。
第十卷為了改變自己在其他人眼中的不良形象，在理科的幫助下配戴黑色假髮與眼鏡，曾經有一段時間恢復正常學生的評價。然而聖誕晚會時，見到夜空以及星奈受到群體學生的責難甚至即將動手相向，自己破壞掉了好不容易得到的形象大幹一架。
在看見星奈與夜空成為朋友後，認為自己的存在會破壞鄰人社的友情關係而打算退社，被幸村斥責。被幸村告知自己對於理科的感情從友情逐漸變成愛情，意識到理科不住強調「兩人是朋友」所隱含的拒絕之意後，這才明白自己不知不覺失戀。才剛感到失落，旋即又被幸村親吻並且告白。
平安夜被幸村要求做愛做的事。后選擇與鄰人部的部友一起過而與幸村分手。
畢業後考上一所中上程度的大學，與星奈同校。
故事最後開啟沒有任何galgame玩家願意開啟的友情end。
三日月夜空（聲：井上麻里奈、佐倉綾音（幼年），演：北乃綺、渡邉空美（幼年））
本作女主角之一，聖克羅尼卡學園高中部二年五班。小鷹的同班同學。生日是12月25日。
故事開始時為長髮美女，目前將長髮剪短為齊肩短髮，看起來是個中性美男。因為總是一臉不高興而無法融入班級，也交不到朋友。興趣是讀書，可以為了想要的書的發售日而在當天不去鄰人社。意外地也是一名極喜愛貓的人，可以在第一次去貓咪咖啡廳就要買6小時，只有在面對貓時才會露出平時不會看見的放鬆樣子及笑臉，能跟着貓發出貓叫聲（這使小鷹十分吃驚），但由於自家是公寓及和以前與小鷹一起養貓（共同朋友的事件），使夜空不太想要和貓有很深的羈絆。
發言如男性般辛辣，口氣不帶友善而且含有施虐癖性格的毒舌家，喜歡欺負星奈與瑪麗亞。徹徹底底的本位主義者。行動力很高，和小鷹聊完隔天就成立了鄰人社。招收社員的時候故意把社團簡介寫得很難懂。
不擅長和朋友很多的人說話，而且有重度社交恐懼症，在人較多的地方會沒有活力，從小鷹的回憶中得知喝不慣碳酸飲料，到了現在也不喝碳酸飲料，但本人稱只是不喜歡喝。
不願在多人面前露出皮膚，連泳衣都是從頭到腳包覆的，其上還有黑白條紋，酷似囚服。在便裝時則是男孩子氣的牛仔褲配無袖背心以及戴著鴨舌帽，是她從雜誌和購物網站上的模特穿的服裝一整套買回來的。
面對星奈的十八禁遊戲和理科的黃色笑話都會變得狼狽起來，而且對於任何會涉及性的話題都很敏感。
除了忌妒星奈胸部很大而對她蔑稱為「肉」，喜歡小鷹，對於小鷹與星奈之間的互動感到忌妒，亦極力制止在她眼前小鷹與星奈之間的親密舉動。
使用的行動電話是一部黑色行動電話，有拍攝和上網功能。除了網上購物和搜索以外都盡量不會使用網絡。
事實上是小鷹分别十年的朋友，夜空稱其為“鷹”，小鷹一直以為空是男性。幼年將要搬家時曾將空約出來，夜空卻因為想要打扮成可愛的女孩子給小鷹看而遲到導致未能告別，認為小鷹背叛了自己。在那之後，夜空陷入了十年來自我封閉的悲慘人生，並且形成了其具有缺陷的個性。而十年後的夜空第一次見到小鷹就認出了他。
小說版第三卷（動畫版第11話）中夏日祭时头发被烟花意外烧着，虽然只是很小的损伤，却在新学期开始时剪去长髮，这一形象也使小鷹回想起分别十年的儿时伙伴“空”其實就是夜空，並與小鷹協定兩人從小就認識而且是朋友一事要跟鄰人社的其他人保密。
然而，這個祕密卻在小鷹使用由理科研發的時光機器以下被曝光以後，卻毫不掩飾並乘機加以公開她和小鷹過去就是“前朋友”的關係。但也意外成為她的心理弱點。
在鄰人社決定製作电影以後負責編寫剧本和演員安排。然而，她對小鷹的私心自用卻在初期的演員安排與修正劇本中都表露無遺，一度引發爭議以後才讓人滿意。在瑪麗亞將小鷹與星奈的婚約向鄰人社曝光後受到沉重的精神打擊。以後更被小鷹揭發劇本『夜空上的月亮（空に上る月）』是抄襲電影『坡道上的太陽（坂道の上の太陽）』以後改為星奈擔任導演一職。
第九卷被日高日向指出為其妹，並被指出其舊姓氏為日高。雙親離異後和母親生活，母女生活並不和諧，活在母親的言語暴力下，造成了夜空心中的陰影以及對人的不信任。
第九卷曾寄住於小鷹家中，期間和小鳩相處十分融洽。對於小鳩向自己介紹的動畫與遊戲，都予以接受，並且都有記住劇情，讓小鳩非常開心。從這時開始稱呼小鳩為煌。
第十卷在小鷹的暗中搭橋下，和其姊日高日向關係有一定的改善。幫忙其補習課業外，也協助學生會的工作，曾經得到了學生們相當高的評價。於聖誕晚會時，見到星奈被人所數落，氣憤難耐的夜空大聲斥責眾人，甚至險些被動手相向(小鷹出面吸引走仇恨)。事後這段期間經營出來的形象被自己親手破壞掉，但也因此和星奈成為了朋友。
拒絕了做天馬的養女的請求。
柏崎星奈（聲：伊藤加奈惠，演：大谷澪）
本作女主角之一，聖克羅尼卡學園高中部二年三班。生日是5月19日。
聖克羅尼卡學園理事長的獨生女。是個金髮碧眼、巨乳、成績優秀而且運動萬能的美少女，也因為女王性格受到男性崇拜，頭上戴上顯眼的藍色鳳蝶型髮飾。
普通地認為章魚燒好吃才喜歡。
除了個性以外都很完美，按照小鷹所言，就是一個“殘念無雙”的女王。
但她仍然加入了鄰人社，其原因是星奈雖然有很多男性崇拜者，但相對地沒有什麼同性的朋友。但開始時被夜空當成「現充」，還被拒絕入部。結果加入鄰人社以後的第一學期結束時，班上的女生中出現了她與不良少年交往的流言。
根據她所言，她和其母親在外表和性格方面很像，她母親也是因太高傲了而沒有朋友，但其母親目前在國外，因而並未登場。
儘管是聖克羅尼卡學園理事長的獨生女，而且目前就讀聖克羅尼卡學園高中部，她卻沒有在聖克羅尼卡學園中學部就讀，反而在家附近的公立中學上學。
因為胸部很大而被夜空稱呼她為「乳牛」，後來則常用「肉」叫她。不過事實上她認為是首次被叫暱稱而喜歡這稱呼。經常和夜空吵架，而多數情況下，星奈都會被夜空弄哭並跑出鄰人社的部室，這也成了鄰人社家常便飯的事。另一方面亦容易受夜空所騙。
由於把自己身邊大大小小的所有事情都交給史黛拉一手包辦，因此女子力不高（理科以女子力測定器測出數值只有5）。
根據小鷹所言，雖然由于沒有在事前為各種選擇而煩惱，結果往往會導致犯失誤或者走遠路，但那正是柏崎星奈的長處，同時也是一種魅力。
除了對自己有興趣的事會理之外，會對其他無興趣的事完全不理會。
以往接觸的男性都只會對她拍馬屁。在龍宮世界被不良少年們搭訕的事件以後，開始對會直接責備自己的小鷹產生淡淡的愛意。
喜歡玩戀愛養成遊戲（包含十八禁，例如「性劍鍛造師」），並經常在部室玩著。喜歡攻略戀愛養成遊戲裡的女主角，遊戲進行中會用殘念的語氣同遊戲中的女角色對話，甚至饒不了侮辱戀愛養成遊戲的人，但經常見一個喜歡一個忘記一個。隨著時間的發展，已經沒辦法清晰地區分現實與遊戲了
相當喜歡小鷹的妹妹小鳩，原因是小鳩與美少女遊戲「真紅的精靈使者」之中的角色愛麗絲很像，後來甚至完全將小鳩當作自己的妹妹，甚至在非常認真地考慮著該怎樣用現實性的手段來把小鳩搞到手。但其有如变态的舉動卻導致小鳩不喜歡星奈，還會躲著星奈。
本來沒有行動電話，後來向小鷹查詢其型號以後拜託父親買一部同型同色的行動電話給她。其行動電話曾經被夜空以大量對她不利的短信所癱瘓。
被小鷹兩度看過裸體，以致事後小鷹要裝不記得瞞過去。
當夜空公開她和小鷹過去就是“前朋友”的關係以後，雖然一開始在焦急以下質問夜空為何保密，不過她其後仔細一想的話，又覺得這完全是“無所謂”的。因爲她認為那只是過去的事，亦認爲一直被過去的事情束縛著自己的話也太愚蠢，最重要的事應該是現在才對。
在小說第七卷更透露，星奈是小鷹的未婚妻。早在小時候曾與小鷹見過面，還訂過婚約（雙方父親擅自決定）。雖然向小鷹告知，兩人現在不予承認而且覺得無所謂，並與小鷹協定兩人從小就認識而且訂過婚約一事要跟鄰人社的其他人保密，但由於柏崎天馬到處宣傳而導致全校修女、教師和部分學生都知道，這個祕密在不久以後並被瑪麗亞向鄰人社曝光。
小說第八卷裡，因著玩遊戲太過認真而不自覺的向小鷹告白，說出“以前的事（小時候見過、婚約）都無所謂了，但是就個人感情來說是想跟你結婚的，因為我喜歡小鷹。”而自己也十分誠實的認為，反正遲早都要說出來，並向小鷹要求答覆。結果驚動了在場所有人，亦導致小鷹逃離部室。
第九卷時，對於小鷹提出的暫緩交往雖然表示不滿，但還是接受了。
第十卷時，開始意識到自己人際關係並不好這點，聽從小鷹的建議試圖改善，身段刻意放軟語氣也有所收斂，男性崇拜者有所增加，但是女同學仍舊感到反感。雖然試著讓自己和人好好相處，但一些根深蒂固想法還是無法輕易改掉(認為強者就該有所表現，弱者的尊嚴自己管不著)。
在聖誕晚會時因為自己要送給夜空的生日禮物被女同學打落到地上時大發雷霆，破壞掉了自己試圖改善的形象（連男同學此刻都反感星奈）。事後和夜空成為了朋友。
楠幸村（聲：山本希望，演：高月彩良）
聖克羅尼卡學園高中部一年一班，生日是6月13日，血型是O型。在第五卷中確認為女性（只是自己一直以為自己是男性）。
和夜空與星奈不同，外表有如清純美少女的男學生（自認）。有如少女的外表讓同性同學不知如何和她相處而交不到朋友，但卻被誤解為被欺負。相當崇拜總是不隨意親近他人，獨來獨往的小鷹，因而曾經跟蹤他，亦在後來被小鷹發現。
夜空利用這點，讓她加入了鄰人社，並叫她跑腿。還說出「真正的男人就算扮女裝還是沒辦法掩蓋自己的男人味」這種話，假借特訓的名義，要求幸村在鄰人社時要穿女僕裝，平時要給小鷹午飯。稱小鷹為“大哥”。
喜歡的漫畫是《最強不良傳說》，這是幸村給小鷹午飯期間給小鷹的漫畫。使用的行動電話具有红外线作数据交换功能。是日本戰國時代群雄的歷史愛好者，對日本歷史非常了解，但對於世界歷史卻完全不在行。喝不慣碳酸飲料，否則會不斷打嗝。
小說第五卷中與小鷹一起泡溫泉期間，因為瑪麗亞問的一個問題而被確定是女性。其後看了由理科播放的影片以後才承認自己是女性。
在泡溫泉事件以後，被夜空要求在鄰人社時改穿管家裝，變成美少女管家。
名字來自某戰國時代的武將，是其母親期望他能成為日本男子漢而取的。
在小說第六卷中經過戰國武將占卜的占卜中得知幸村是直江兼續，本人對於自己是直江兼續時感到十分不滿（因在幸村所認知的日本史中，直江兼續並沒有什麼大作為）。基於平時都在穿女僕裝及管家裝，所以各人並不知道幸村平時所穿的衣服品味。
第九卷時和遊佐葵成為朋友，還加入了學生會，個性也和以往的敦厚老實完全相反，嚇到鄰人社的所有人。
第十一卷時在聖誕夜要求小鷹與她做愛做的事遭到拒絕，最後兩人分手
志熊理科（聲：福圓美里，演：神定麻央）
聖克羅尼卡學園高中部一年級學生（從對話中稱呼小鷹學長得知）。經常穿著校服加白大褂。第一人稱「理科」，具有豐富科学與色情知識的天才科学家。
根據星奈所言，她還只是小學生的時候就做出了電子機器、藥品、電腦軟件等等各式各樣的東西，更可以直接對企業進行技術協助。
腐女，一般都在閱讀BL同人誌（機器人X機器人）。另外也涉獵普通的成人遊戲、戀愛養成遊戲、百合、機器人之類作品，曾出場的有《BL電玩社》、《我的弟弟哪有這麼可愛》、《襲來！美少男邪神》等等。
學校理事長以完全不上課都無所謂這樣的條件邀請她入學，並為其特意專設一間志熊理科專用的教室，簡稱「理科教室」。
有一次實驗事故之中小鷹在理科教室救了她，從而認識小鷹，並對小鷹非常感興趣，後來並加入了鄰人社。
由於經常只是自己一人在理科教室內，在人較多的地方會沒有活力。使用的行動電話具有红外线作数据交换功能。
自小說第五卷開始一直轉換型象。喜歡吃辣及魚籽。是鄰人社裡最渴望交朋友的社員。擁有驚人的洞察力，在以前就隱約注意到了小鷹和夜空為「前朋友」的關係。並積極推動小鷹，希望小鷹能夠前進（戀情）。
第八卷尾聲和小鷹成為了朋友(理科自己則表示兩人早就是朋友了)對自己的長相還有身材都沒有信心，常為此自嘲。在小鷹的激勵後，對自己開始比較有信心了。
第十卷時協助小鷹的外貌改造。時不時地強調兩人「永遠是朋友」這一點。或許曾經喜歡過小鷹，不過後面決定了兩人的定位是「朋友」
羽瀨川小鳩（聲：花澤香菜，演：久保田紗友）
聖克羅尼卡學園中學部二年二班，14歲，生日是10月18日，血型是AB型。小鷹的妹妹。
個性內向，得到較多母親遺傳，金髮碧眼、皮膚白皙的美少女。平常做哥德蘿莉打扮，右眼戴著紅色隱形眼鏡。小學生時只是個有點少根筋的普通女孩。喜歡游泳，尤其是她擅長的遠泳。以前住在九州開始就使用九州方言，喜歡吃豚骨拉面，並加上大量大蒜。喜歡喝番茄汁或百事可樂。不喜歡吃辣。平時手上拿著全身都是縫補痕跡且有點讓人噁心的兔子玩偶。
從小學五六年級以後就完全沒有成長，對於胸部比瑪麗亞還小很在意。完全不懂自行料理及做家務。還沒有記住規則就已經喪失對將棋或者國際象棋的興趣。對拼圖亦會以超光速感到厭倦。
中學一年級時開始喜歡动画「鐵之死靈術師」，言行受到很大影響而有中二病的傾向，除了變成了「鐵之死靈術師」的粉絲，平常自稱一萬年前（有時是一千年前）的吸血鬼真祖“蕾希斯·薇·菲麗希媞·煌”。一旦受驚嚇或情緒變得激動時會恢復正常並使用方言說話，甚至在裸身下找哥哥幫忙。
由於父親隼人對小鳩寵愛有加，只要小鳩開口討要的話，隼人無論是遊戲還是DVD都會買給她。小鷹以前也曾經利用誘導小鳩的辦法來讓隼人買一些小鷹想要的玩具。
在小鷹加入鄰人社後總是講社團的事而冷漠了自己很不開心，所以跑到鄰人社偵察，後來並加入了鄰人社。
有恋兄情結，非常不喜歡和瑪麗亞分享哥哥。在修女瑪麗亞極度黏哥哥的情況下，經常跟瑪麗亞爭吵，亦稱其為“神的爪牙”。但事實上只是不喜歡哥哥隨便認別人做妹妹，她本人並不討厭瑪麗亞，從小說各種細節看出她把瑪麗亞當朋友。星奈常常纏著小鳩，所以怕生的小鳩對星奈感到相當的厭煩。
在小說第六卷，迎來了14歲與家人以外的人一起過的生日。在小說第七卷，在中學部电影《小鸠公主》之中當主角，而且大受好評。
對夜空的觀感是良好的，因為每次自己被星奈糾纏時夜空都會出手制止。第九卷夜空暫時寄住在家中時，把自己喜歡的電玩還有動畫積極地介紹給夜空，對於夜空能和自己聊「鐵之死靈術師」的劇情感到非常開心。從這時開始稱呼夜空「吾之騎士」，在內心把夜空當成自己的姊姊，曾在與鄰人社玩遊戲時一時激動差點脫口喊出姐姐。
高山瑪麗亞（聲：井口裕香，演：山田萌萌香）
聖克羅尼卡學園的修女之一，鄰人社顧問。銀髮碧眼，年僅10歲但卻有著高中級的學歷的天才幼女。
夜空認為她是看起來沒什麼朋友的人。雖然是個天才，可以很輕鬆地應對初二等級的數學科題目，但個性單純，相當容易被滿足和慫恿。鄰人社的部室，禮拜堂的“四號談話室”不但就是從她那裡騙來並常被夜空以喜歡吃的零食（尤其是薯片）或是恐嚇威脅唆使做事，叫她做打掃房間之類各種打雜。
在小鷹給她做便當以後，稱小鷹為哥哥，很喜歡小鷹和他做的食物。
亦因為小鷹的關係，跟小鳩關係水火不容，經常跟小鳩爭吵，甚至真的誤信小鳩真的是吸血鬼。與小鳩打鬥時經常使用十字架，其後在小鳩生日時送了她一個十字架項鍊以後，變成了以十字架打鬥。被小鷹看過裸體（請見小說第4卷）。高山凱特的妹妹，但因為叫姐姐做老太婆，所以老是被打。
在小說第七卷將從高山凱特得知小鷹與星奈的婚約後就口沒遮攔的向鄰人社曝光。其後中學部學園祭時看到小鳩在同學們中很受歡迎時流露出了小小的低落，看到小鳩在活動室的時候才恢復活力。
在小說第八卷從遊佐葵口中證實，高山瑪麗亞並非真正被派遣到聖克羅尼卡學園的修女，只是作為高山凱特的家人在禮拜堂出入。穿上修女服也只是因為凱特認為這樣很可愛。也就是事實上沒有作為社團顧問的權力。結果在星奈向父親商量以後讓其被內定為“臨時特別講師”。

### 羽瀨川家
羽瀨川隼人（聲：小西克幸）
小鷹和小鳩的父親，一名考古学家。跟柏崎天馬是舊交，並昵稱其為“阿崎”，在小鷹兩兄妹拜訪柏崎家時已經有716天都沒有任何聯絡。本篇之中只在回憶和電話之中登場。根據小鷹和天馬所言是一個天不怕地不怕的人；而且與小鷹和天馬相反，就算是語言不同的外國人都能合得來，到什麼地方都能結交到朋友。
在小鷹和小鳩小時候，因為要到處挖掘遺跡，所以小鷹兩兄妹也跟著他經常轉學。在他決定轉調國外工作後，順應小鷹決定和妹妹小鳩留在日本並搬回遠夜市的決定，拜託天馬讓小鷹兩兄妹入學。
小說第四卷最後與小鷹通電話時，詢問小鷹是不是和星奈結婚。女兒控，小說第五卷和小鷹通電話時有表露。
羽瀨川愛莉
小鷹和小鳩的母親，一名金髮碧眼的英國人。在小鳩出生後不久，因交通事故去世了。
根據小鷹提及，當時就讀于還只是女子學校的聖克羅尼卡的愛莉是柏崎天馬的故交，也是經過天馬在一場舞會上認識羽瀨川隼人的。愛莉在世的時候幾乎每天都與其兒子小鷹像打招呼般接吻。
根據外傳故事，愛莉喜歡讀《三國志》，而且因為喜歡夏侯惇而自稱為夏侯煌。與女兒小鳩一樣有中二病的傾向。

### 柏崎家
柏崎天馬（聲：置鮎龍太郎，演：石原良純）
聖克羅尼卡學園理事長，星奈的父親，羽瀨川隼人的好友，安排兩人轉學進入學園。平常為一頭黑色的總髮並且穿上很像文豪的服裝。根據星奈所言，因為個性不好相處而沒什麼朋友。
酒量不好，飲用一杯紅酒就醉，接著會在口齒不清狀態以下滔滔不絕地講起了他和隼人的往事才醉倒。希臘神話中的『天馬』寫作Pegasus，所以史黛拉說天馬也可唸做『佩嘎薩斯』，本人不喜歡這種叫法，一旦聽到這種叫法就會被激怒，但知道的人都會以此調侃他。
似乎將小鷹當作未來女婿看待。但在得知小鷹和星奈之間不是在交往以後，卻一度因而暴走。
史黛拉·雷德菲爾德（聲：柚木涼香）
女性，柏崎家的管家，家族世世代代都侍奉柏崎家。根據外傳故事《我的朋友很少Connect》，她的真正身份是柏崎天馬的私生女，也是柏崎星奈的同父異母姐姐。
一名體型勻稱、金髮碧眼的美女，22歲。平常如同人偶一般面無表情，對主人天馬和星奈直言。星奈的衣服平時都是史黛拉買回來的，外出時穿的衣服星奈也是全部交給史黛拉決定，無論是髮型還是化妝都全是史黛拉一手包辦的。連小鷹都不得不讚歎她可說就是萬能。睡覺時自稱是全裸。
冰川
女性，柏崎家的大廚。

### 聖克羅尼卡學園
麻田（聲：芹亞希子）
聖克羅尼卡學園的女教師，教授世界歷史。在小鷹轉校後的第一天嚴重遲到的時候正在教室授課，被小鷹的舉動所嚇倒。
高山凱特（聲：加藤英美里）
聖克羅尼卡學園的修女，瑪麗亞的上司兼姊姊，銀髮碧眼的美少女，被瑪麗亞喚作「老太婆」。讓人感覺大剌剌，沒有修女的感覺。長的和瑪麗亞很像，雖年僅15歲，但已經有大人的氣質。
根據小鷹的觀察，或許是個妹控。跟柏崎天馬是釣魚同好，尤其喜歡釣香魚(アユ)，期間經常從他口中得知小鷹的事。
在9月末迎來了16歲的生日。與小鳩初次見面後，得知吸血鬼真祖只是中二病。被小鷹看過裸體。對小鷹有好感，跟瑪麗亞一樣稱小鷹為哥哥。曾希望小鷹真的是她的哥哥，甚至感覺可以發展為另一種關係。
雖然沒有明確講明，但在一次郊遊之後，凱特似乎轉而對隼人有興趣，有成為小鷹新媽媽的想法。
遊佐葵（聲：伊瀨茉莉也）
聖克羅尼卡學園高中部二年三班，座位號為33號，星奈的同班同學。第七卷首度登場。學生會會計。髮型是狼剪型，頭髮是紅色的。個子明顯矮一個頭，貧乳，蘿莉型少女，嬌小的身體和稚氣未脫的臉龐給人小孩或者小少年感覺。連小鷹看到這副模樣也不禁想到小狼崽。
成績優異，從一年級開始的任何一次考試分數都是排名全年級第二。單方面將排名第一的星奈視為競爭對手，而且和初期的夜空一樣認為星奈是現充王。
不以小鷹的外貌來評價他，單方面認為小鷹在學校是個“超帥超有型”的人，不過由於各種傳言的原因而誤以為小鷹就是星奈的男朋友。
小說第八卷從小鷹口中得知星奈為鄰人社社員以後，先對鄰人社進行一周的監視，得知其實際活動以後兩度突襲鄰人社，並企圖以學生會權限將鄰人社廢部處分。結果先後在夜空的詭辯和星奈的權力下不得不露出哭相撤退。
自從企圖將鄰人社廢部失敗後，現在對夜空產生了畏懼感。
現在和幸村成為關係非常親近的朋友。
日高日向（聲：日笠陽子）
聖克羅尼卡學園高中部三年級。第七卷首度登場。學生會會長。黑色的頭髮如團子一樣編成三股辮盤在腦後。
雖然是有著大小姐般氣質的知性美人，但又完全不同于夜空那種嚴苛或是星奈那種太過華麗反而讓人難以接近的形象，而是有著爽朗乾脆的說話方式，同時還兼具平易近人的氣場，在女生中也有極高的人望。不論男女老少，只要看到她，都會抱有良好的第一印象。
憑借著壓倒性的人望而連續兩年擔當學生會長。又因爲運動萬能而被多數運動部請去做外援。很喜歡照顧人，即使在自己十分忙的情況下，也從沒聽說她拒絕別人的請求。從後輩到同級生都仰慕她。
在學科方面除了體育之外都不行。
按照夜空所言，就是真正的現充。除了將她視作“討厭的東西”，還稱她為現充世界獨一無二的頂點——“現充王”，認為她最終的人生都會迎來悲慘結局。
第九卷自白為夜空之姊，並指出其舊姓氏為日高。意外地有害怕血腥話題的一面。
大友朱音
聖克羅尼卡學園高中部三年級。第八卷首度登場。學生會副會長。
除了成績優秀，也擅長推理、詭辯和計謀。和日向的關係非常親密。
神宮司火輪
聖克羅尼卡學園高中部二年級。第八卷首度登場。學生會書記，另外也是桌遊社社長。是一名女同性戀者，單方面喜歡夜空，稱夜空為「姊姊大人」，會對夜空作出過激的表示方式，但後來放棄了，除此之外把桌遊社中的4位成員都稱作是自己的後宮。最初的目標是凱特，但被凱特拒絕了而放棄。

### 劇中劇的角色

#### 鐵之死靈術師
雷斯·馮·德古拉·屍（聲：中村知子）
動畫「鐵之死靈術師」的角色之一。該故事中為一身黑色哥德蘿莉打扮，左眼綠色右眼紅色的少女。

#### 心跳回憶7
藤林（聲：川澄綾子）
心跳回憶7的女主角之一。主角的同班同學，一個有著粉紅色長髮、感覺很認真的少女。在該遊戲中，她很小的時候就父母雙亡，一直在獨自努力。由於星奈所控制的主角對上她的時候選擇了最差的選項來回應，導致最終以GAME OVER結束。
長田有希子（聲：矢作紗友里）
心跳回憶7的女主角之一。特徵是紮著辮子、戴著眼鏡、看起來很成熟的美少女。雖然星奈所控制的主角選擇了與她交往，但由於其後女生之間有很不好的流言而且並未向明莉道歉，導致有希子與主角結束交往。
鈴木勝（聲：淺沼晉太郎）
心跳回憶7角色。該遊戲中主角從初中時代起的好友。想度過充實的校園生活，於是極力向主角灌輸「一定要交上一個可愛的女朋友」的概念。

### 其他角色
小友
夜空的空氣朋友，類似空氣吉他之類的存在。

## 漫畫化
我的朋友很少
『月刊Comic Alive』2010年5月號（本傳是6月號）開始連載。作畫是。
我的朋友很少+
『JUMP SQ.19』2010年秋號開始連載。作畫是田口囁一。是以星奈為第一女主角的觀點進行的漫畫，和原作不同的是由小鷹提議創建鄰人社的。

## 出版書籍
- 有「*」的為限定版。

| 冊數    | Media Factory  | Media Factory                                  | 尖端出版      | 尖端出版                                  | 南海出版公司 红星电子音像出版社 | 南海出版公司 红星电子音像出版社 | 備註                                                                                       |
| 冊數    | 發售日期       | ISBN                                           | 發售日期      | ISBN／EAN                                 | 發售日期                        | ISBN                            | 備註                                                                                       |
| ------- | -------------- | ---------------------------------------------- | ------------- | ----------------------------------------- | ------------------------------- | ------------------------------- | ------------------------------------------------------------------------------------------ |
| 1       | 2009年8月25日  | ISBN 978-4-8401-2879-7                         | 2011年1月6日  | ISBN 978-957-10-4433-0                    | 2014年1月1日                    | ISBN 978-7-5442-7232-2          |                                                                                            |
| 2       | 2009年11月25日 | ISBN 978-4-8401-4115-0                         | 2011年3月11日 | ISBN 978-957-10-4477-4                    | 2015年2月1日                    | ISBN 978-7-5442-7478-4          |                                                                                            |
| 3       | 2010年3月25日  | ISBN 978-4-8401-3252-7                         | 2011年8月9日  | ISBN 978-957-10-4545-0                    | 2015年4月1日                    | ISBN 978-7-5442-7479-1          |                                                                                            |
| 4       | 2010年7月23日  | ISBN 978-4-8401-3457-6                         | 2011年10月7日 | ISBN 978-957-10-4633-4                    | 2015年8月                       | ISBN 978-7-83010-032-2          |                                                                                            |
| 5       | 2010年11月25日 | ISBN 978-4-8401-3589-4                         | 2012年1月14日 | ISBN 978-957-10-4745-4                    |                                 |                                 |                                                                                            |
| 6       | 2011年5月25日  | *ISBN 978-4-8401-3880-2 ISBN 978-4-8401-3881-9 | 2012年5月18日 | *EAN 4717702248628 ISBN 978-957-10-4862-8 |                                 |                                 | 中文版未附廣播劇CD，改附： - 日本原裝進口手機吊飾 （夜空／星奈／瑪麗亞）                   |
| 7       | 2011年9月22日  | *ISBN 978-4-8401-4221-2 ISBN 978-4-8401-4222-9 | 2012年8月10日 | *EAN 4717702250058 ISBN 978-957-10-4941-0 |                                 |                                 | 中文版未附DVD，改附： - 番外篇《我的朋友很少CONNECT》 （夜空視角） - 9張精美圖卡           |
| 8       | 2012年6月25日  | ISBN 978-4-8401-4598-5                         | 2013年2月20日 | ISBN 978-957-10-5113-0                    |                                 |                                 |                                                                                            |
| CONNECT | 2012年12月25日 | ISBN 978-4-8401-4365-3                         | 2013年8月15日 | *EAN 4717702256159 ISBN 978-957-10-5293-9 |                                 |                                 | 夜空、星奈、理科、幸村、天馬與隼人的視角                                                   |
| 9       | 2013年8月23日  | ISBN 978-4-8401-5129-0                         | 2014年2月5日  | *EAN 4717702258924 ISBN 978-957-10-5471-1 |                                 |                                 | 特裝版附贈： - 2014年曆筆記本 - 「學生會in溫泉」塑膠書套 - 「小鳩×瑪麗亞」貓耳款塑膠腳色卡 |
| 10      | 2014年6月6日   | ISBN 978-4-04-066392-0                         | 2015年1月15日 | ISBN 978-957-10-5845-0                    |                                 |                                 |                                                                                            |
| 11      | 2015年8月25日  | ISBN 978-4-04-067751-4                         | 2016年8月11日 | ISBN 978-957-106-726-1                    |                                 |                                 |                                                                                            |

| 冊數                    | Media Factory  | Media Factory          | 尖端出版社     | 尖端出版社             | 備註 |
| 冊數                    | 發售日期       | ISBN                   | 發售日期       | ISBN／EAN              | 備註 |
| ----------------------- | -------------- | ---------------------- | -------------- | ---------------------- | --- |
| 我的朋友很少 Universe   | 2011年11月25日 | ISBN 978-4-8401-4306-6 | 2012年11月13日 | EAN 4717702252007      | 中文首刷特裝版附精品組： - 星奈組－迷你人物立牌、萬用證件套海灘款 - 夜空組－迷你人物立牌、萬用證件套社團款 |
| 我的朋友很少 Universe   | 2011年11月25日 | ISBN 978-4-8401-4306-6 | 2012年12月21日 | ISBN 978-957-10-4970-0 | 平裝 |
| 我的朋友很少 Universe 2 | 2013年2月25日  | ISBN 978-4-8401-4982-2 | 2013年10月15日 | EAN 4717702257514      | 中文首刷特裝版附精品組： - 「星奈」與「夜空」PP角色收藏卡兩張＆特製相片 - 集卡兩用冊一本                   |
| 我的朋友很少 Universe 2 | 2013年2月25日  | ISBN 978-4-8401-4982-2 | 2013年12月23日 | ISBN 978-957-10-5355-4 | 平裝 |

### 改編漫畫
- 有「*」的為限定版。

| 冊數 | Media Factory  | Media Factory                                  | 尖端出版社     | 尖端出版社                                 |
| 冊數 | 發售日期       | ISBN                                           | 發售日期       | EAN                                        |
| ---- | -------------- | ---------------------------------------------- | -------------- | ------------------------------------------ |
| 1    | 2010年7月23日  | ISBN 978-4-8401-3346-3                         | 2011年3月23日  | EAN 471-7702-23942-8                       |
| 2    | 2011年5月23日  | ISBN 978-4-8401-3799-7                         | 2011年8月9日   | EAN 471-7702-24211-4                       |
| 3    | 2011年9月22日  | ISBN 978-4-8401-4035-5                         | 2012年2月7日   | EAN 471-7702-24510-8                       |
| 4    | 2011年12月22日 | ISBN 978-4-8401-4076-8                         | 2012年8月9日   | EAN 471-7702-24840-6                       |
| 5    | 2012年4月23日  | ISBN 978-4-8401-4438-4                         | 2012年10月20日 | EAN 471-7702-24970-0                       |
| 6    | 2012年8月23日  | ISBN 978-4-8401-4708-8                         | 2013年1月19日  | EAN 471-7702-25272-4                       |
| 7    | 2012年12月22日 | ISBN 978-4-8401-4767-5                         | 2013年5月3日   | EAN 471-7702-25401-8                       |
| 8    | 2013年4月23日  | ISBN 978-4-8401-5047-7                         | 2013年8月15日  | EAN 471-7702-25674-6                       |
| 9    | 2013年11月22日 | ISBN 978-4-04-066115-5                         | 2014年4月21日  | EAN 471-7702-26023-1                       |
| 10   | 2014年3月22日  | ISBN 978-4-04-066505-4                         | 2014年8月11日  | EAN 471-7702-26162-7 *EAN 471-7702-26250-1 |
| 11   | 2014年9月23日  | ISBN 978-4-04-066851-2                         | 2015年5月15日  | EAN 471-7702-26540-3                       |
| 12   | 2015年3月23日  | ISBN 978-4-04-067281-6 *ISBN 978-4-04-067238-0 | 2016年2月4日   | ISBN 978-957-106-454-3                     |
| 13   | 2015年10月23日 | ISBN 978-4-04-067827-6                         | 2016年9月21日  | ISBN 978-957-106-921-0                     |
| 14   | 2016年9月21日  | ISBN 978-404-068-258-7                         |                |                                            |
| 15   | 2017年4月22日  | ISBN 978-404-069-044-5                         |                |                                            |
| 16   | 2018年2月23日  | ISBN 978-4040-69-627-0                         |                |                                            |
| 17   | 2019年1月23日  | ISBN 978-4-04-065178-1                         |                |                                            |
| 18   | 2019年10月23日 | ISBN 978-4-04-064087-7                         |                |                                            |
| 19   | 2021年3月23日  | ISBN 978-4-04-680304-7                         |                |                                            |
| 20   | 2021年3月23日  | ISBN 978-4-04-680387-0                         |                |                                            |

我的朋友很少+
| 冊數 | 集英社        | 集英社                 | 青文出版社     | 青文出版社             | 玉皇朝     | 玉皇朝                 |
| 冊數 | 發售日期      | ISBN                   | 發售日期       | ISBN                   | 發售日期   | ISBN                   |
| ---- | ------------- | ---------------------- | -------------- | ---------------------- | ---------- | ---------------------- |
| 1    | 2011年10月4日 | ISBN 978-4-08-870337-4 | 2012年10月18日 | ISBN 978-986-310-420-9 | 2012年7月  | ISBN 978-988-8168-27-9 |
| 2    | 2012年8月3日  | ISBN 978-4-0887-0436-4 | 2013年5月13日  | ISBN 978-986-310-660-9 | 2012年11月 | ISBN 978-988-8168-87-3 |

我的朋友很少 殘念！
| 冊數 | Media Factory | Media Factory          | 尖端出版社   | 尖端出版社           |
| 冊數 | 發售日期      | ISBN                   | 發售日期     | EAN                  |
| ---- | ------------- | ---------------------- | ------------ | -------------------- |
| 全   | 2012年8月23日 | ISBN 978-4-84-014709-5 | 2013年5月3日 | EAN 471-7702-25478-0 |

我的朋友很少 社團日和
| 冊數 | Media Factory | Media Factory          | 尖端出版社    | 尖端出版社           |
| 冊數 | 發售日期      | ISBN                   | 發售日期      | EAN                  |
| ---- | ------------- | ---------------------- | ------------- | -------------------- |
| 全   | 2013年3月23日 | ISBN 978-4-84-015033-0 | 2015年5月15日 | EAN 471-7702-26541-0 |

公式漫畫選集
| 冊數 | Media Factory  | Media Factory          |
| 冊數 | 發售日期       | ISBN                   |
| ---- | -------------- | ---------------------- |
| 1    | 2011年10月22日 | ISBN 978-4-8401-4051-5 |
| 2    | 2012年3月23日  | ISBN 978-4-8401-4439-1 |
| 3    | 2013年1月23日  | ISBN 978-4-8401-4781-1 |

### 畫集
| 日文副標題 | 中文副標題                   | Media Factory  | Media Factory          | 尖端出版社    | 尖端出版社             |
| 日文副標題 | 中文副標題                   | 發售日期       | ISBN                   | 發售日期      | ISBN                   |
| ---------- | ---------------------------- | -------------- | ---------------------- | ------------- | ---------------------- |
|            | 我的朋友很少NEXT插畫完全指南 | 2013年12月24日 | ISBN 978-4-05-405908-5 | 2014年1月18日 | ISBN 978-405-405-908-5 |

## 電視動畫
2011年5月18日當天發售的《朝日新聞》及《讀賣新聞》上正式宣布動畫化，同年10月6日於TBS開始播放。
2012年7月28日，MF文庫J宣布決定製作第2季；9月26日，名稱定為《我的朋友很少NEXT》；2013年1月10日至2013年3月28日於TBS電視台播放12話。

### 製作人員
|              | 第1期                                                | 第2期                                             |
| ------------ | ---------------------------------------------------- | ------------------------------------------------- |
| 原作         | 平坂讀                                               | 平坂讀                                            |
| 原作插畫     | 馬口鐵                                               | 馬口鐵                                            |
| 導演         | 齋藤久                                               | 喜多幡徹                                          |
| 副導演       | 喜多幡徹                                             | 不適用                                            |
| 企劃         | 村上仁之、木谷高明、安藝貴範、三坂泰二               | 村上仁之、木谷高明、安藝貴範、三坂泰二            |
| 企劃         | 岩崎篤史、伍賀一統                                   | 伊藤誠                                            |
| 系列構成     | 浦畑達彦                                             | 浦畑達彦                                          |
| 系列構成     | 不適用                                               | 平坂讀                                            |
| 編劇         | 浦畑達彦                                             | 浦畑達彦                                          |
| 編劇         | 不適用                                               | 砂山藏澄                                          |
| 人物設定     | 渡邊義弘                                             | 渡邊義弘                                          |
| 衣装設定     | 高品有桂 青井小夜（第8 - 12話） 龜谷響子（第8・9話） | 不適用                                            |
| 道具設定     | 石本剛啓                                             | 江間一隆                                          |
| 美術監督     | 平間由香                                             | 釘貫彩、小濱俊裕                                  |
| 色彩設計     | 日比智惠子                                           | 松山愛子                                          |
| 攝影監督     | 加藤友宜、國重元宏                                   | 德田千明                                          |
| 3DCG監督     | 井口光隆                                             | 井口光隆                                          |
| 剪輯         | 右山章太                                             | 右山章太                                          |
| 音樂         | Tom-H@ck                                             | Tom-H@ck                                          |
| 音樂制作     | Media Factory                                        | Media Factory                                     |
| 音響監督     | 本山哲                                               | 本山哲                                            |
| 製片人       | 田中豪、岩浅健太郎、金原威也、田中聰                 | 田中豪、岩浅健太郎、金原威也、田中聰              |
| 製片人       | 吉沼忍、二見鷹介                                     | 伊藤史峻                                          |
| 動畫製片人   | 黄樹弐悠                                             | 黄樹弐悠                                          |
| 現場製片人   | 笠原直徒                                             | 笠原直徒                                          |
| 動畫制作     | AIC Build                                            | AIC Build                                         |
| 企劃製作協力 | Media Factory、AIC、Bushiroad、Good Smile Company    | Media Factory、AIC、Bushiroad、Good Smile Company |
| 企劃製作協力 | 萬代南夢宮遊戲                                       | 不適用                                            |
| 製作         | 製作委員會的朋友很少                                 | 製作委員會的朋友很少NEXT                          |
| 製作         | TBS                                                  |                                                   |

### 主題曲
第1季
片頭曲
作詞：有森聰美／作曲・編曲：Tom-H@ck／主唱：〔三日月夜空（井上麻里奈）、柏崎星奈（伊藤加奈惠）、楠幸村（山本希望）、志熊理科（福圓美里）、羽瀨川小鳩（花澤香菜）、高山瑪麗亞（井口裕香）〕
片尾曲
（第1－12話）
作詞：有森聰美／作曲・編曲：Tom-H@ck／主唱：三日月夜空（井上麻里奈）
（第0話）
作詞：hotaru／作曲：田村信二／編曲：yamazo／主唱：三日月夜空（井上麻里奈）&柏崎星奈（伊藤加奈惠）
（第13話OVA）
作詞：hotaru／作曲：Tom-H@ck／編曲：yamazo／主唱：羽瀨川小鷹（木村良平）&三日月夜空（井上麻里奈）&柏崎星奈（伊藤加奈惠）&楠幸村（山本希望）&志熊理科（福圓美里）&羽瀨川小鳩（花澤香菜）&高山瑪麗亞（井口裕香）
插曲
「FLOWER」（第6話）
作詞：平坂讀／作曲：Tom-H@ck／編曲：yamazo／主唱：羽瀨川小鷹（木村良平）
「SHOCK YOUR EYES」（第6話）
作詞：hotaru／作曲・編曲：奈良悠樹／主唱：志熊理科（福圓美里）
（第6話）
作詞：稻葉エミ／作曲・編曲：百石元／主唱：楠幸村（山本希望）
（第6話）
作詞：hotaru／作曲・編曲：eba／主唱：羽瀨川小鳩（花澤香菜）
（第6話）
作詞：石川智繪／作曲・編曲：yamazo／主唱：三日月夜空（井上麻里奈）&柏崎星奈（伊藤加奈惠）
（第12話）
作詞：石川智繪／作曲・編曲：yamazo／主唱：三日月夜空（井上麻里奈）

作詞：hotaru／作曲・編曲：eba／主唱：羽瀨川小鳩（花澤香菜）

作詞：hotaru／作曲・編曲：Tom-H@ck／主唱：羽瀨川小鳩（花澤香菜）
第2季
片頭曲「Be My Friend」
作詞：平坂讀、hotaru／作曲・編曲：Tom-H@ck
主唱：鄰人社〔三日月夜空（井上麻里奈）、柏崎星奈（伊藤加奈惠）、楠幸村（山本希望）、志熊理科（福圓美里）、羽瀨川小鳩（花澤香菜）、高山瑪麗亞（井口裕香）〕
片尾曲
作詞：平坂讀、／作曲・編曲：yamazo
主唱：鄰人社〔三日月夜空（井上麻里奈）、柏崎星奈（伊藤加奈惠）、楠幸村（山本希望）、志熊理科（福圓美里）、羽瀨川小鳩（花澤香菜）、高山瑪麗亞（井口裕香）〕

### 各話標題
| 話數           | 日文標題 | 中文標題                                          | 劇本     | 分鏡            | 演出              | 作畫監督                                  | 總作畫監督             | 片尾插畫           | 原作  |
| 第1季          | 第1季    | 第1季                                             | 第1季    | 第1季           | 第1季             | 第1季                                     | 第1季                  | 第1季              | 第1季 |
| -------------- | -------- | ------------------------------------------------- | -------- | --------------- | ----------------- | ----------------------------------------- | ---------------------- | ------------------ | ----- |
| 第0話 （OAD）  |          | 黑暗火鍋是美少女的遺憾臭味(;´ ∀｀)                | 浦畑達彥 | 齋藤久          | 喜多幡徹          | 藤井牧                                    | 渡邊義弘               | -                  | 第1卷 |
| 第1話          |          | 我們無法交到朋友(´・ω・`)                         | 浦畑達彥 | 齋藤久          | 喜多幡徹          | 中村直人                                  | 渡邊義弘               | 溝口凱吉           | 第1卷 |
| 第2話          |          | 電腦世界裡沒有神(゜Д゜)                           | 浦畑達彥 | 喜多幡徹        | 喜多幡徹 久藤瞬   | 韓賢重                                    | 藤井牧                 | 仁村有志           | 第1卷 |
| 第3話          |          | 市民游泳池沒有旗子(;´ Д`)                         | 浦畑達彥 | 齋藤久          | 佐藤廣雪          | 中谷友紀子                                | 中村直人               | 屡那               | 第1卷 |
| 第4話          |          | 後輩們不懂得客氣Σ(゜口゜;                         | 浦畑達彥 | 金崎貴臣        | 奧野耕太          | 許宰銑、崔慶碩 雨宮哲（機械）             | 藤井牧 渡邊義弘        | CARNELIAN          | 第2卷 |
| 第5話          |          | 這次用SAGA認真的戰鬥ヽ(`Д´)ノ                     | 浦畑達彥 | 齋藤久          | 唐戶光博          | 荒尾英幸、神谷智大 清水貴子、宗崎暢芳     | 中村直人 渡邊義弘      | huke               | 第2卷 |
| 第6話          |          | 卡拉OK包廂裡客人很少(つд⊂)                        | 浦畑達彥 | 遠藤廣隆        | 山口曉生 佐藤廣雪 | 森前和也、加藤里香 石川智美               | 藤井牧 渡邊義弘        | redjuice           | 第2卷 |
| 第7話          |          | 手機的來電很少＿\|￣\|○                           | 浦畑達彥 | 金崎貴臣        | 瀨藤健嗣          | 杉藤小百合                                | 中村直人 渡邊義弘      | 中島有華           | 第3卷 |
| 第8話          |          | 學校泳衣沒有出場的機會＼(^o^)／                   | 浦畑達彥 | 齋藤久          | 高島大輔          | 本村晃一                                  | 藤井牧 渡邊義弘        | 美山零             | 第3卷 |
| 第9話          |          | 理事長的回憶很感傷(-＿-)                          | 浦畑達彥 | 喜多幡徹        | 奧野耕太          | 森前和也、百瀨惠美子 篠山正太郎、大隈孝晴 | 中村直人 渡邊義弘      | 織音 （AliceSoft） | 第3卷 |
| 第10話         |          | 合宿時大家都不睡ヽ(゜∀゜)ノ                       | 浦畑達彥 | 金崎貴臣        | 佐藤廣雪          | 中谷友紀子、飯飼一幸                      | 藤井牧 渡邊義弘        | 監督               | 第3卷 |
| 第11話         |          | 女生的浴衣裝扮超可愛(゜∀゜)                       | 浦畑達彥 | 齋藤久 青樹零一 | 唐戶光博          | 韓賢重、加藤里香 大隅孝晴                 | 中村直人 渡邊義弘      | 睦美美里           | 第3卷 |
| 第12話         |          | 我們的朋友很少(｀・ω・´)                          | 浦畑達彥 | 齋藤久 喜多幡徹 | 喜多幡徹          | 藤井牧、森前和也 渡邊義弘                 | -                      | 馬口鐵             | 第4卷 |
| 第13話 （OVA） |          | 接力小說的結局才不尋常(゜□゜)                     | 浦畑達彥 | 齋藤久          | 唐戶光博          | 森前和也                                  | 藤井牧 渡邊義弘        |                    | 第2卷 |
| 第2季          |          |                                                   |          |                 |                   |                                           |                        |                    |       |
| 第1話          |          | 果然我的青春搞錯了                                | 浦畑達彥 | 島津裕行        | 荒井省吾          | 今井雅美                                  | 渡邊義弘 沈宏          | okama              | 第4卷 |
| 第2話          |          | BL遊戲社                                          | 浦畑達彥 | 佐藤廣雪        | 佐藤廣雪          | 中原清隆、龜谷響子                        | 渡邊義弘 沈宏          |                    | 第4卷 |
| 第3話          |          | 我的妹妹們這麼可愛                                | 砂山藏澄 | 吉川浩司        | 高林久彌          | 森前和也                                  | 渡邊義弘 沈宏          |                    | 第4卷 |
| 第4話          |          | 其中1個是男生！                                   | 浦畑達彥 | 田口智久        | 森義博            | 山內則康、梶浦紳一郎 小澤圓、澤木巳登理   | 渡邊義弘 沈宏 高品有佳 | 樋上至             | 第5卷 |
| 第5話          |          | 不可以這樣玩！～有你的話世界觀 就越來越混亂了～   | 砂山藏澄 | 別所誠人        | 南川達馬          | 森前和也、石川智美                        | 渡邊義弘 沈宏 高品有佳 |                    | 第5卷 |
| 第6話          |          | 奇行少女不會受傷                                  | 浦畑達彥 | 島津裕行        | 笹原嘉文          | 竹上貴雄、藤田正幸                        | 渡邊義弘 沈宏          |                    | 第6卷 |
| 第7話          |          | 就算是哥哥，只要有愛，妹妹再多 也是沒問題的，對吧 | 浦畑達彥 | 星川孝文        | 仁昌寺義人        | 森前和也、龜谷響子                        | 渡邊義弘 沈宏          | 小舞一             | 第6卷 |
| 第8話          |          | 我青梅竹馬的慘烈修羅場                            | 砂山藏澄 | 德本善信        | 高橋成世          | 平野勇一、齋藤育美 島千藏                 | 渡邊義弘 高品有佳      |                    | 第7卷 |
| 第9話          |          | 迷途貓Overheat                                    | 砂山藏澄 | 別所誠人        | 岩田義彥          | 山內則康                                  | 渡邊義弘 沈宏          | 閏月戈             | 第7卷 |
| 第10話         |          | 遺憾王與不好笑的故事                              | 砂山藏澄 | 佐藤廣雪        | 佐藤廣雪          | 今井雅美、藤田正幸                        | 渡邊義弘               | 榎宮祐             | 第7卷 |
| 第11話         |          | 迷茫膽怯的我                                      | 浦畑達彥 | 青木英          | 別所誠人          | 龜谷響子、竹上貴雄 萩尾圭太、山川宏治     | 渡邊義弘 沈宏          | 片桐雛太           | 第8卷 |
| 第12話         |          | 我的朋友……                                        | 浦畑達彥 | 島津裕行        | 南川達馬          | 森前和也、沈宏 精谷健一郎、渡邊義弘       | 渡邊義弘 沈宏 高品有佳 | -                  | 第8卷 |

### 播放電視台
日本深夜動畫：下文記載的日本国内播放時間使用日本標準時間（UTC+9）表示。因為部分時間标识會採用30小时制，因此請留意这类超过24:00的时间，其實際播放時間為翌日清晨。
| 播放地區   | 播放電視台   | 播放日期                     | 播放時間（UTC+9）        | 所屬聯播網          | 備註                                |
| 第1季      | 第1季        | 第1季                        | 第1季                    | 第1季               | 第1季                               |
| ---------- | ------------ | ---------------------------- | ------------------------ | ------------------- | ----------------------------------- |
| 關東广域圏 | TBS電視台    | 2011年10月6日—12月22日       | 星期四 25時55分—26時25分 | 日本新聞網          | 製作局 TBS電視台星期四深夜動畫第2部 |
| 近畿广域圏 | 每日放送     | 2011年10月17日—12月26日      | 星期一 26時50分—27時20分 | 日本新聞網          |                                     |
| 中京广域圏 | 中部日本放送 | 2011年10月20日—2012年1月12日 | 星期四 26時30分—27時00分 | 日本新聞網          |                                     |
| 日本全國   | BS-TBS       | 2011年11月12日—2012年1月28日 | 星期六 25時00分—25時30分 | 日本新聞網 衛星電視 |                                     |
| 日本全國   | AT-X         | 2012年1月31日—4月17日        | 星期二 08時00分—08時30分 | 衛星電視            | 有重播                              |
| 第2季      |              |                              |                          |                     |                                     |
| 關東廣域圈 | TBS電視台    | 2013年1月10日—3月28日        | 星期四 25時55分—26時25分 | 日本新聞網          | 製作局 TBS電視台星期四深夜動畫第2部 |
| 近畿广域圏 | 每日放送     | 2013年1月17日—4月4日         | 星期四 26時30分—27時00分 | 日本新聞網          | 每日放送星期四深夜動畫第3部         |
| 中京广域圏 | 中部日本放送 | 2013年1月17日—4月4日         | 星期四 27時05分—27時35分 | 日本新聞網          | 時段                                |
| 日本全國   | BS-TBS       | 2013年1月19日—4月6日         | 星期六 25時30分—26時00分 | 日本新聞網 衛星電視 |                                     |

| 播放地區    | 播放電視台 | 播放日期                 | 所屬聯播網  | 當地播放時間                                  | 備註       |
| 第1季       | 第1季      | 第1季                    | 第1季       | 第1季                                         | 第1季      |
| ----------- | ---------- | ------------------------ | ----------- | --------------------------------------------- | ---------- |
| 臺灣        | Animax     | 2015年9月24日－10月6日   |             | 每天21:30－22:00                              | 有重播時段 |
| 臺灣        | Animax HD  | 2016年3月9日－3月21日    | 中華電信MOD | 每天21:30－22:00                              | 有重播時段 |
| 香港        | Animax     | 2015年9月29日－10月20日  |             | 星期一至二 22:00－23:00                       |            |
| 第2季：NEXT |            |                          |             |                                               |            |
| 臺灣        | Animax     | 2015年10月7日－10月18日  |             | 每天21:30－22:00                              | 有重播時段 |
| 臺灣        | Animax HD  | 2016年3月22日－4月2日    | 中華電信MOD | 每天21:30－22:00                              | 有重播時段 |
| 香港        | Animax     | 2015年10月20日－11月10日 |             | 星期一至二 22:00－23:00 11月10日 22:00－22:30 |            |

### 關聯商品

#### CD
| 發售日         | 標題 | 規格編號  |
| -------------- | ---- | --------- |
| 2011年10月26日 |      | ZMCZ-7463 |
| 2011年11月25日 |      | ZMCZ-7464 |
| 2011年12月21日 |      | ZMCZ-7465 |

#### Blu-ray/DVD
| 卷數  | 發售日         | 收錄話          | 規格編號  | 規格編號  |
| 卷數  | 發售日         | 收錄話          | BD        | DVD       |
| 第1季 | 第1季          | 第1季           | 第1季     | 第1季     |
| ----- | -------------- | --------------- | --------- | --------- |
| 1     | 2012年1月13日  | 第1話 - 第2話   | ZMXZ-7551 | ZMBZ-7561 |
| 2     | 2012年2月22日  | 第3話 - 第4話   | ZMXZ-7552 | ZMBZ-7562 |
| 3     | 2012年3月21日  | 第5話 - 第6話   | ZMXZ-7553 | ZMBZ-7563 |
| 4     | 2012年4月25日  | 第7話 - 第8話   | ZMXZ-7554 | ZMBZ-7564 |
| 5     | 2012年5月23日  | 第9話 - 第10話  | ZMXZ-7555 | ZMBZ-7565 |
| 6     | 2012年8月29日  | 第11話 - 第12話 | ZMXZ-7556 | ZMBZ-7566 |
| OVA   | 2012年9月26日  | 第13話          | ZMXZ-7557 | ZMBZ-7567 |
| 第2季 |                |                 |           |           |
| 1     | 2013年3月27日  | 第1話 - 第2話   | ZMBZ-8401 | ZMXZ-8391 |
| 2     | 2013年8月28日  | 第3話 - 第4話   | ZMBZ-8402 | ZMXZ-8392 |
| 3     | 2013年9月25日  | 第5話 - 第6話   | ZMBZ-8403 | ZMXZ-8393 |
| 4     | 2013年10月30日 | 第7話 - 第8話   | ZMBZ-8404 | ZMXZ-8394 |
| 5     | 2013年11月27日 | 第9話 - 第10話  | ZMBZ-8405 | ZMXZ-8395 |
| 6     | 2013年12月25日 | 第11話 - 第12話 | ZMBZ-8406 | ZMXZ-8396 |

Blu-ray版本、索尼開發的映像用灰度等級補充技術『Super Bit Mapping for Video（SBMV）』基於的重新灌錄處理。

## 真人電影版
2013年7月24日宣布要拍攝真人電影版，由及川拓郎擔任監督與編劇，確定於2014年3月21日上映。台灣DVD版由采昌國際多媒體代理發行。

### 演員
- 瀨戶康史－羽瀨川小鷹（童年 大塚一慧）
- 北乃紀伊－三日月夜空（童年 渡邉空美）
- 大谷澪－柏崎星奈
- 高月彩良－楠幸村
- －志熊理科
- 久保田紗友
- 栗原類
- 渡邊大
- 石原良純
- 一双麻希

### 拍攝場景
- 豐鄉小學校舊校舍（日语：豊郷町立豊郷小学校）（K-ON！輕音部的櫻丘女子高中）

## 遊戲
我的朋友很少攜帶版（僕は友達が少ない ぽーたぶる）
- 使用平台：PlayStation Portable
- 發售日期：2012年2月23日

### 引申遊戲
閃耀學校
SP（きらめきスクールライフSP）
此为PSP游戏的特典SP
- 使用平台：PlayStation Portable

主題歌
片尾曲「Over the distance」（每一角色路线为当前角色主场）
作詞 - hotaru / 作曲・編曲 - yamazo / 歌 - 三日月夜空（井上麻里奈）、柏崎星奈（伊藤かな恵）、楠幸村（山本希望）、志熊理科（福圓美里）、羽瀬川小鳩（花澤香菜）、高山マリア（井口裕香）
我的朋友很少攜帶版SP主题曲「はじまりの日はいつも」
歌 - 藤林あかり（川澄綾子）

## 外部連結
- 小説
  - 原作公式サイト (Flashは有効にして) / 原作サイト2ページ目，存于
  - 僕は友達が少ない ぽーたるさいと，存于
- 动画
  - 僕は友達が少ない(1期) 公式ホームページ | TBSテレビ （页面存档备份，存于）
  - 僕は友達が少ないNEXT 公式ホームページ | TBSテレビ （页面存档备份，存于）
  - haganai_anime的X（前Twitter）
  - 僕は友達が少ない ぽーたぶる バンダイナムコゲームス公式サイト，存于
  - TVアニメ『僕は友達が少ない NEXT』 | animelo（2013年1月17日時点のアーカイブ）
- 电影
  - 映画『僕は友達が少ない』公式サイト，存于
  - 映画「僕は友達が少ない」的X（前Twitter）
  - 僕は友達が少ない - allcinema